# 북지황군위문단
북지황군위문단(北支皇軍慰問團)은 중일 전쟁 기간 중에 활동했던 한시적인 불교 단체이다.
1937년 여름에 중일 전쟁이 발발한 뒤 그해 12월에 조선불교중앙교무원이 북중국 지역에 출정한 일본군을 위문하기 위해 조직했다. 조선총독부가 종용하여 결성된 단체였으며, 위문단 조직과 파견에도 총독부의 지원이 있었다.
중앙교무원은 위문사 파견에 대해 전쟁 발발 직후인 9월부터 협의를 시작했고, 11월에 열린 31본사 주지회의를 통해 위문단 조직에 대한 합의가 이루어졌다. 12월에는 조선총독부 학무국 사회교육과장 김대우가 중앙교무원 서무이사인 김상호를 총독부로 불러 위문사로 파견될 불교계 인사를 선정하라고 지시했다.
김대우의 지시에 따라 곧바로 일본 유학파 승려에 음악인들을 추가하여 위문사가 선정되었고, 12월 22일에 위문단이 북중국으로 떠났다. 위문단은 톈진, 펑톈, 베이징 등의 일본군을 위문하고 이듬해 1월 28일에 돌아왔다. 와세다 대학 출신의 이동석이 단장을 맡은 위문단은 약 40일 동안의 일정에 앞서 출발 직전 일본군 사령부를 방문하여 출발 인사를 했다. 북중국 위문 일정에도 조선총독부 관리인 일본인이 동행하여 안내역을 맡았다.

## 구성
- 단장 : 이동석 (선암사 감무·중앙교무원 이사)
- 단원 : 최영환 (다솔사 주지·명성학교 교장), 박윤진 (중앙불교전문학교 전임강사), 이종태 (이화여자전문학교 강사), 문학준 (체신국 음악부), 윤전영 (가수)

## 참고 자료
- 친일인명사전편찬위원회 (2004년 12월 27일). 《일제협력단체사전 - 국내 중앙편》. 서울: 민족문제연구소. 583~584쪽쪽. ISBN 8995330724.